# Uruguay (pel·lícula)
Uruguay és una pel·lícula espanyola de comèdia del 2010, escrita, dirigida i produïda per Salomón Shang Ruiz. Es va veure embolicada en una polèmica per compra de vots als Premis Gaudí de 2011.

## Sinopsi
El protagonista és Al, un jove productor de cinema que té problemes per a satisfer a Marta, la seva preciosa i simpàtica dona, que està començant a tenir dubtes sobre la seva relació. Tots aquells als qui troba, com el seu amic Titi o la seva cosina Laura li ofereixen el seu consell, tot i que podria ser que no siguin els consells tècnics sobre el sexe en parella el que li puguin servir.

## Repartiment
- Salomón Shang Ruiz - Al
- Judit Uriach - Marta
- Rubén Jiménez Sanz - Titi
- Alba Yáñez - Laura
- Pere Costa - Cambrer
- Xavier Ballester - Josep
- Carla Pérez - Natalia
- Konstantina Titkova - Blonde Sexy Girl

## Nominacions
Als Premis Gaudí de 2011 va rebre tres nominacions: Millor pel·lícula en llengua no catalana, Millor actriu secundària (Alba Yáñez) i Millor actor secundari (Rubén Jiménez), però no en va rebre cap.